# Tagbanwa calamian
Le tagbanoua (ou tagbanwa) calamian est une langue calamiane (ou kalamiane) parlée dans les îles Calamian à l'ouest des Philippines (au nord-est de la grande île de Palawan). Elle n’est pas mutuellement intelligible avec les autres langues parlées par les Tagbanouas (ou Tagbanwas).

## Dialectes
Himes (2006) considère que la langue comprend deux dialectes distincts :
- Karamiananen : parlé sur les îles Busuanga et Dipalengged. Les locuteurs sur Dipalengged désignent leur langue sous le nom Tagbanwa.
- Tagbanwa de Coron : parlé sur l'île Coron, ainsi qu'à Baras au nord-est de l'île Palawan (sur la côte est face à l'île Dumaran).

## Écriture
Aujourd'hui la langue est principalement transcrite avec un alphabet latin.
| a | b | k | d | e | g | i | j | l | m | n | ng | p | r | s | t | u | w |

Les lettres avec un macron souscrit ‹ g̱ › et ‹ w̱ › sont également utilisées.